# 朱晓琳 (运动员)
朱晓琳（1984年2月20日—）是中国女子长跑运动员，擅长于马拉松。

## 生平
她获得厦门国际马拉松冠军，并在2010年的鹿特丹马拉松中得第三名。她代表中国参加了2008年北京奥运会，在女子马拉松中列第四。朱晓琳也参加了世界田径锦标赛，在2007年和2009年的马拉松赛事中都以前五名完赛。个人最好成绩为2小时23分57秒。
2005年她在北京马拉松得第六名，不久后又去南京参加中华人民共和国第十届全运会田径比赛。她在女子5000米赛跑中落后于邢慧娜，以亚军完赛，将个人最佳成绩提高了36秒，确保夺得银牌。次年初她参加2006年亚洲室内田径锦标赛，以9分25秒60的锦标赛纪录赢得3000米赛跑的金牌。
2007年4月，她赢得扬州鉴真国际半程马拉松赛。在2007年世界田径锦标赛马拉松上，她得第四名。在次年的2008年夏季奥林匹克运动会马拉松比赛上，她取得同样成绩。2009年，她参加2009年世界锦标赛马拉松比赛，以2小时26分8秒得第五名。
她参加了2010年的超级米兰半程马拉松，在简·基普图之后列第二，但取得1小时10分7秒的个人最佳成绩。不久她参加2010年鹿特丹马拉松，以2小时29分42秒以第三名完赛。她赢得8月的Amatrice-Configno公路赛跑，击败了同胞贾超风。

## 国际竞赛
| 年   | 賽事                 | 舉辦城市     | 名次  | 項目       | 記錄    |
| ---- | -------------------- | ------------ | ----- | ---------- | ------- |
| 2002 | 北京国际女子埃奇顿   | 中国北京     | 第1名 | 第5段赛程  | 15:40   |
| 2006 | 亚洲室内锦标赛       | 泰国芭堤雅   | 第1名 | 3000 m     | 9:25.60 |
| 2007 | 世界锦标赛           | 日本大阪     | 第4名 | 马拉松     | 2:31:21 |
| 2007 | 马拉松世界杯         | 日本大阪     | 第2名 | 团队       | 7:35:52 |
| 2008 | 奥运会               | 中国北京     | 第4名 | 马拉松     | 2:27:16 |
| 2009 | 世界锦标赛           | 德国柏林     | 第5名 | 马拉松     | 2:26:08 |
| 2009 | 马拉松世界杯         | 德国柏林     | 第1名 | 团队       | 7:17:02 |
| 2010 | 世界半程马拉松锦标赛 | 中国南宁     | 第8名 | 半程马拉松 | 1:11:01 |
| 2010 | 世界半程马拉松锦标赛 | 中国南宁     | 第8名 | 团队       | 3:47:05 |
| 2010 | 亚运会               | 中国广州     | 第2名 | 马拉松     | 2:26:35 |
| 2011 | 世界锦标赛           | 韩国大邱     | 第6名 | 马拉松     | 2:29:58 |
| 2011 | 马拉松世界杯         | 韩国大邱     | 第2名 | 团队       | 7:31:34 |
| 2012 | 奥运会               | 联合王国伦敦 | 第6名 | 马拉松     | 2:24:48 |

## 职业赛事
| 年        | 賽事                     | 舉辦城市           | 名次      | 記錄      |
| 代表 中国 | 代表 中国                | 代表 中国          | 代表 中国 | 代表 中国 |
| --------- | ------------------------ | ------------------ | --------- | --------- |
| 2002      | 大连国际马拉松           | 中华人民共和国大连 | 第1名     | 2:42:56   |
| 2002      | 济南马拉松               | 中华人民共和国济南 | 第5名     | 2:51:12   |
| 2002      | 北京马拉松               | 中华人民共和国北京 | 第4名     | 2:23:57   |
| 2004      | 香港马拉松               | 中国香港           | 第8名     | 2:58:01   |
| 2004      | 厦门马拉松               | 中国厦门           | 第21名    | 2:41:04   |
| 2004      | 大连马拉松               | 中国大连           | 第9名     | 2:44:48   |
| 2005      | 厦门马拉松               | 中国厦门           | 第9名     | 2:35:04   |
| 2005      | 北京马拉松               | 中国北京           | 第6名     | 2:32:27   |
| 2006      | 厦门马拉松               | 中国厦门           | 第2名     | 2:28:27   |
| 2006      | 大连马拉松               | 中国大连           | 第1名     | 2:45:57   |
| 2007      | 厦门马拉松               | 中国厦门           | 第1名     | 2:26:08   |
| 2007      | 扬州鉴真国际半程马拉松赛 | 中国扬州           | 第1名     | 1:13:25   |
| 2009      | 乌迪内半程马拉松         | 意大利乌迪内       | 第2名     | 1:11:11   |
| 2009      | 北京马拉松               | 中国北京           | 第3名     | 2:34:55   |
| 2010      | Stramilano半程马拉松     | 意大利米兰         | 第2名     | 1:10:07   |
| 2010      | 鹿特丹马拉松             | 荷兰鹿特丹         | 第3名     | 2:29:42   |
| 2010      | Amatrice-Configno 8.5K   | 意大利列蒂省       | 第1名     | 27:51     |
| 2010      | 葡萄牙半程马拉松         | 葡萄牙里斯本       | 第5名     | 1:13:27   |
| 2011      | 巴黎半程马拉松           | 法兰西巴黎         | 第4名     | 1:10:28   |
| 2011      | 伦敦马拉松               | 联合王国伦敦       | 第12名    | 2:26:28   |
| 2012      | 重庆马拉松               | 中国重庆           | 第3名     | 2:24:19   |

## 国内竞赛
- 中国田径锦标赛
  - 5000 m: 第4名 (2002)、第3名 (2006)
  - 10,000 m: 第8名 (2002)、第17名 (2005)、第4名 (2009)

- 中国城市运动会（英语：China City Games）
  - 10,000 m: 第2名 (2003)

- 中华人民共和国全国运动会
  - 5000 m: 第2名 (2005)
  - 10,000 m: 第6名 (2009)、第17名(2013)
  - 马拉松队: 第3名 (2013)

- 中国越野锦标赛（英语：Chinese Cross Country Championships）
  - 女子赛跑: 第6名 (2006)

## 外部連結
- 朱晓琳在的頁面
- 朱晓琳在Sports Reference